# Анкара (эялет)
Эялет Анкара (Ангора) или Бозокский эялет  (осман. ایالت آنقره‎) — административно-территориальная единица Османской империи. Существовал в 1827—1864 годах. Был выделен из состава Анатолийского эялета. В 1864 году был преобразован в вилайет с таким же названием.

## История
С конца XIV века Анкара была отдельным санджаком в составе эялета Анатолия. С XVI века в османских официальных бумагах стала преимущественно называться Акарский санджаком, хотя в европейских осталось название Ангорского санджака. В 1770 году, воспользовавшись кризисом в империи санджак-беи Анкары фактически стали независимыми наместниками. Впрочем до 1775 года борьба в самом санджаке и восстановления власти центрального правительства привели к восстановления власти султана над этим санджаком.
Ликвидация в 1826 году янычарского корпуса позволило османскому султану Махмуду II начать необходимые реформы. В 1827 году эялет Анатолия был разделён на меньшие по размеру самостоятельные провинции. Одним из новообразованных эялетов стал Анкарский.
Сначала главный город располагался в городе Бозок (современный Йозгат). Потому иногда также называется Бозокским эялетом. Впрочем довольно быстро центр провинции переместился в Анкару, что имела более выгодное расположение. Со временем эялет превратился в важный политический и экономический центр империи учитывая потерю в 1830-х годах Египта, Сирии и Палестины, захват российских войск на Кавказе и Балканах.
В 1864 году во время новой административно-территориальной реформы эялет преобразован в вилайет Анкара.

## Структура
Провинция состояла из 4 санджаков: санджан Анкара, санджак Бозок, санджак Кайсери и санджак Чанкыры.

## Экономика
Основу составляло сельское хозяйство. В то же время получение статуса самостоятельной провинции положительно повлияло на развитие промышленности. Анкара превратилась в один из крупнейших центров торговли и ремесла на Востоке. Особенно прославилась производством суконных тканей.